# EeOneGuy
Ivan Romanovič Rudskyj (ukrajinsky: Іва́н Рома́нович Рудськи́й; * 19. ledna 1996 Hannivka, Dněpropetrovská oblast), ve virtuálním světě známý jako EeOneGuy, je ukrajinský webový videobloger a hudebník, známý pro své komentování Let's Play videí, komediálních videí a vlogů na YouTube.
Nejprve všechna svá videa natáčel na Ukrajině. Poté, co potkal svou přítelkyni, se přestěhoval do Sappora v Japonsku, kde vytvořil mnoho dalšího obsahu. Po návratu do Evropy se usídlil ve Varšavě, kde studuje.

## Život
Narodil se 19. ledna 1996 ve vesnici Hannivka v Dněpropetrovké oblasti.

## Kariéra
Svůj YouTube kanál založil 19. března 2013. Od 24. března na něj nahrává videa.

### Hudební videa
| Rok  | Název videa    | Překlad do angličtiny | Poznámky                                       |
| ---- | -------------- | --------------------- | ---------------------------------------------- |
| 2015 | #ДЕЛАЙПОСВОЕМУ | Do the way you want   | Více než 38 milionů zhlédnutí.                 |
| 2016 | Хаю-Хай        | Hi'o'Hi               | Feat. Trinergy. Více než 34 million zhlédnutí. |

## Ocenění
| Rok  | Kategorie           | Práce                    | Výsledek  |
| ---- | ------------------- | ------------------------ | --------- |
| 2014 | OOPS! Choice Awards | Blogger pro životní styl | vítězství |